# Crise politique de 2020 au Pérou
La crise politique de 2020 au Pérou a lieu en novembre 2020 au Pérou à la suite de la destitution de Martín Vizcarra par le Congrès de la République.

## Contexte

### Présidence de Pedro Pablo Kuczynski

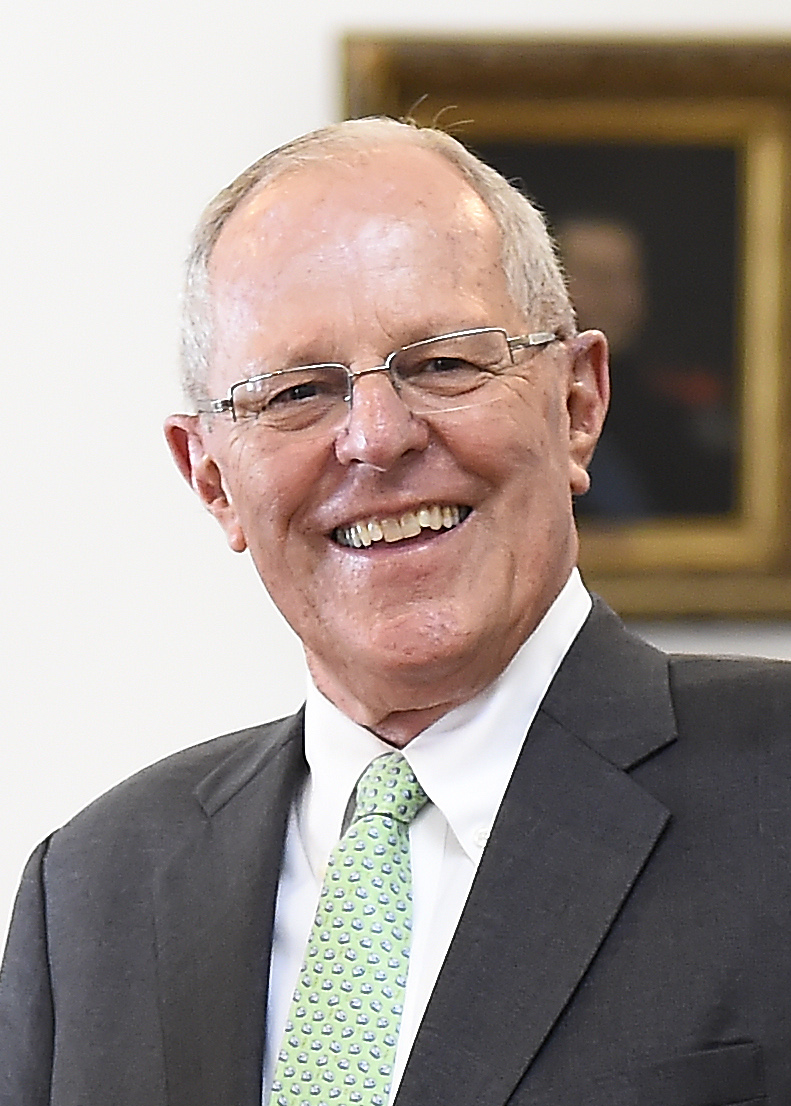
Pedro Pablo Kuczynski, vainqueur de justesse de la présidentielle de 2016, est contraint à la démission en mars 2018.

Lors des élections présidentielle et législatives de 2016, le libéral Pedro Pablo Kuczynski (PPK) l'emporte au second tour avec seulement 50,12 % des voix, tandis que le parti Force populaire de son opposante Keiko Fujimori obtient la majorité absolue au Congrès de la République, le parlement du Pérou.
Le président Kuczynski est rapidement confronté à des affaires de corruption qui provoquent la démission de plusieurs de ses conseillers. Il est lui-même mis en cause, de même que Keiko Fujimori, dans l'affaire dite Odebrecht du nom de l'entreprise brésilienne accusée de corruption dans plusieurs pays du continent sud-américain. Le 21 décembre 2017, alors qu'une large majorité de la population souhaite son départ forcé du pouvoir, le Congrès ne vote pas sa destitution, à la surprise générale. Le président Kuczynski gracie ensuite l'ancien président Alberto Fujimori, ce qu'il s'était engagé à ne pas faire durant la campagne présidentielle ; président autoritaire de 1990 à 2000 ayant dû fuir le pays, Fujimori était emprisonné pour des tueries perpétrées sous prétexte d'opérations de contre-guérilla. Kuczynski est alors soupçonné d'avoir monnayé cette grâce en échange d’un vote contre sa destitution auprès de députés de l'opposition fujimoriste.
Si la grâce est finalement cassée par la justice le 3 octobre, la perte de confiance envers le président est sévère. Les ministres de la Culture et de la Défense démissionnent, tandis que plusieurs députés quittent le parti au pouvoir. Enfin, l'opposition rend publiques des vidéos attestant de l’achat des voix de plusieurs députés lors du vote,. Une seconde procédure de destitution est entre-temps lancée, pour un vote prévu le 22 mars 2018. Assuré de perdre, Kuczynski démissionne la veille.

### Présidence de Martín Vizcarra

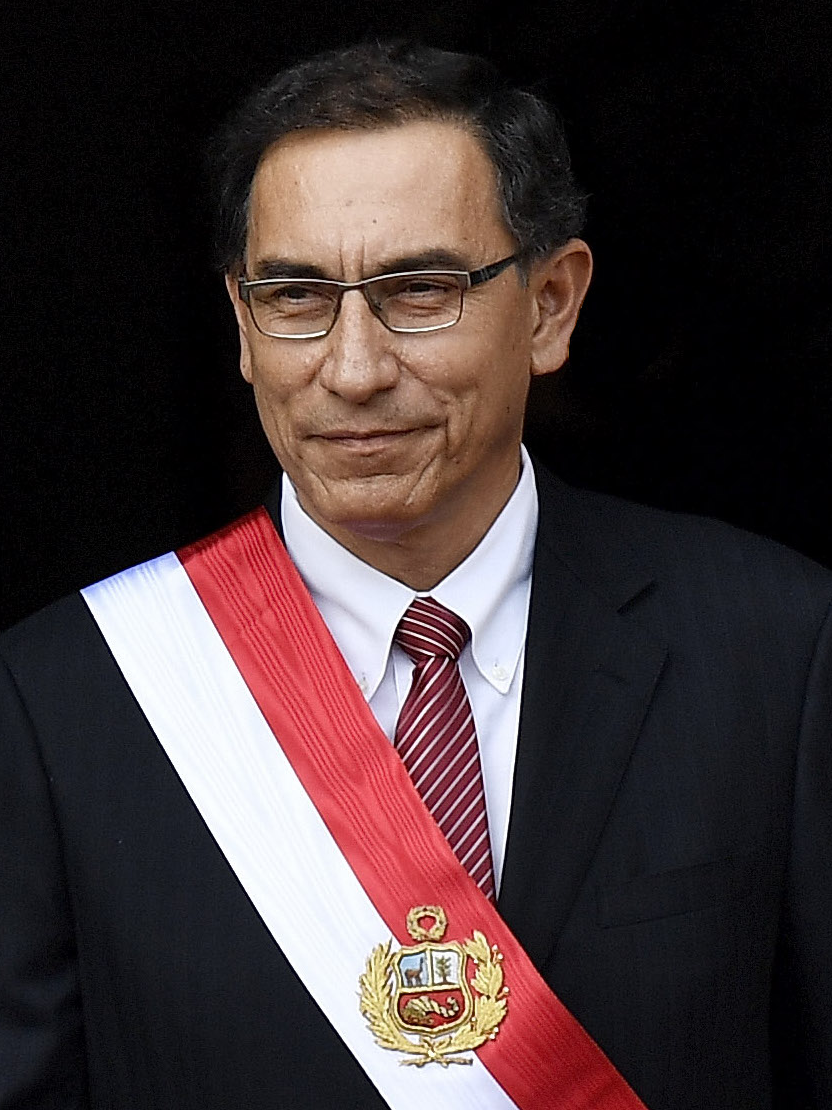
Martín Vizcarra, président de mars 2018 à novembre 2020.

En tant que premier vice-président, Martín Vizcarra succède à Pedro Pablo Kuczynski. Il se lance dans un vaste programme de réforme des institutions, avec notamment le référendum de décembre 2018, qui réforme la magistrature, le financement des partis et interdit la réélection immédiate des parlementaires, ainsi que dans un programme de lutte contre la corruption. En raison de ses réformes, ses relations avec le Congrès se dégradent rapidement. Face à la crise, il décide de dissoudre le parlement.
Les élections législatives de janvier 2020 sont marquées par un fort recul des fujimoristes, qui perdent la majorité absolue au profit de plusieurs partis principalement centristes, composant un parlement sans majorité mais avec lesquels Vizcarra est jugé plus à même de composer pour poursuivre ses réformes,.

## Chronologie

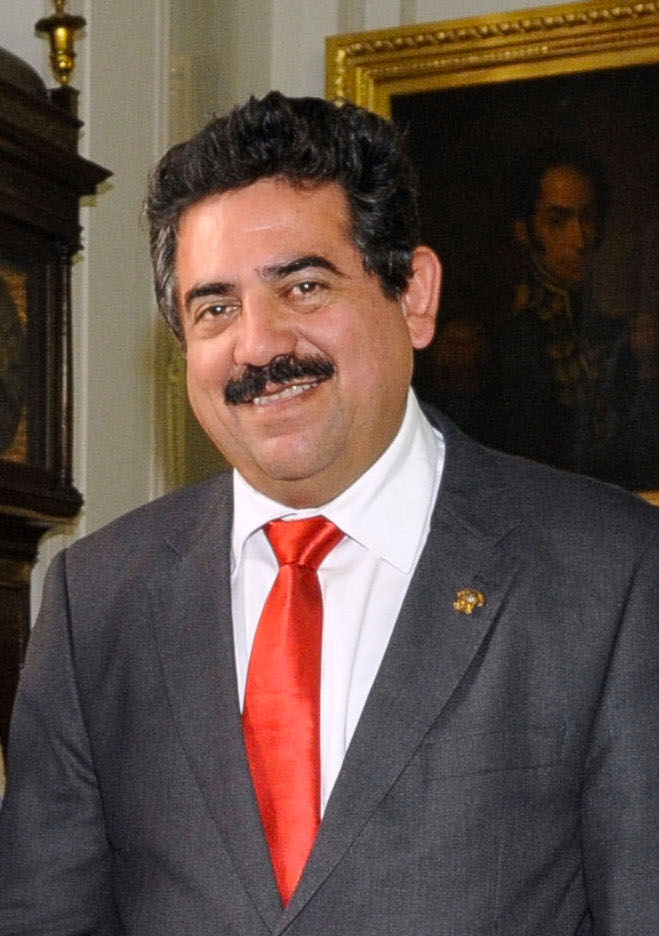
Manuel Merino, président de la République du 10 novembre- 2020- au 15 novembre 2020.

Accusant Martín Vizcarra de manipulation de témoins dans une enquête pour des soupçons de corruption, le nouveau Congrès ouvre une procédure de destitution à son encontre en septembre 2020, mais celle-ci n’aboutit pas. La justice annonce le mois suivant l’ouverture d'une enquête pour corruption, qui ne commencera ses travaux qu'après le départ du pouvoir de Martin Vizcarra, celui-ci étant couvert par l'immunité présidentielle. Une nouvelle procédure de destitution est enclenchée en novembre à la suite de témoignages de plusieurs hommes d’affaires, qui affirment avoir versé en 2014 des pots-de-vin à Martín Vizcarra, alors gouverneur de la région de Moquegua, en échange de contrats pour des travaux publics. Vizcarra est finalement destitué le 9 novembre 2020 avec 105 voix pour, 19 contre et 4 abstentions.
Alors que le régime politique est réputé particulièrement trouble et corrompu au Pérou, cette destitution est vue comme « typique des révolutions de palais qui se jouent dans des huis clos internes de groupes politiques totalement déconnectés d’une base populaire ou sociale ».

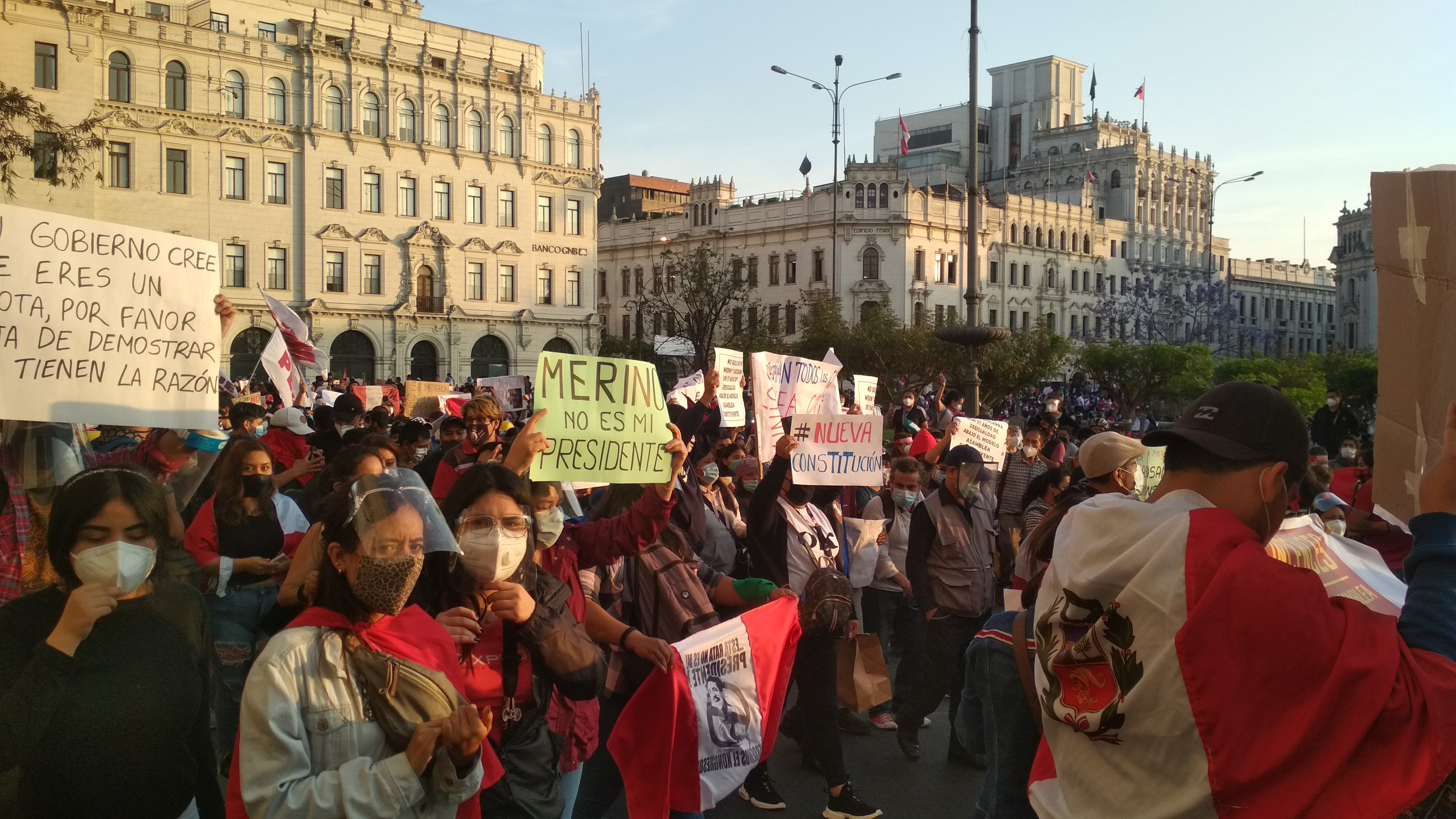
Manifestations contre la destitution de Vizcarra (Lima, 12 novembre 2020).

Le 10 novembre 2020, la fonction de président de la République revient à Manuel Merino, président du Congrès qui promet un gouvernement de transition consensuel et appelle à l'union nationale. Cette situation provoque des manifestations de grande ampleur — les plus grandes au Pérou depuis deux décennies —, notamment parce que Vizcarra était devenu très populaire pour sa lutte affichée contre la corruption,. Merino n'est par ailleurs pas reconnu par la majorité des gouvernements voisins, la décision du parlement de destituer Vizcarra sur la base d'accusations couvertes par l’immunité présidentielle étant jugée inconstitutionnelle. Trois personnes sont tuées lors d'un rassemblement brutalement réprimée par la police le 14 novembre et une centaine d'autres blessés. Des manifestants portés disparus un temps ont indiqué avoir été séquestrés par la police, et des cas de sévices sexuels sur des femmes en garde à vue sont rapportés. Manuel Merino démissionne le 15 novembre,.

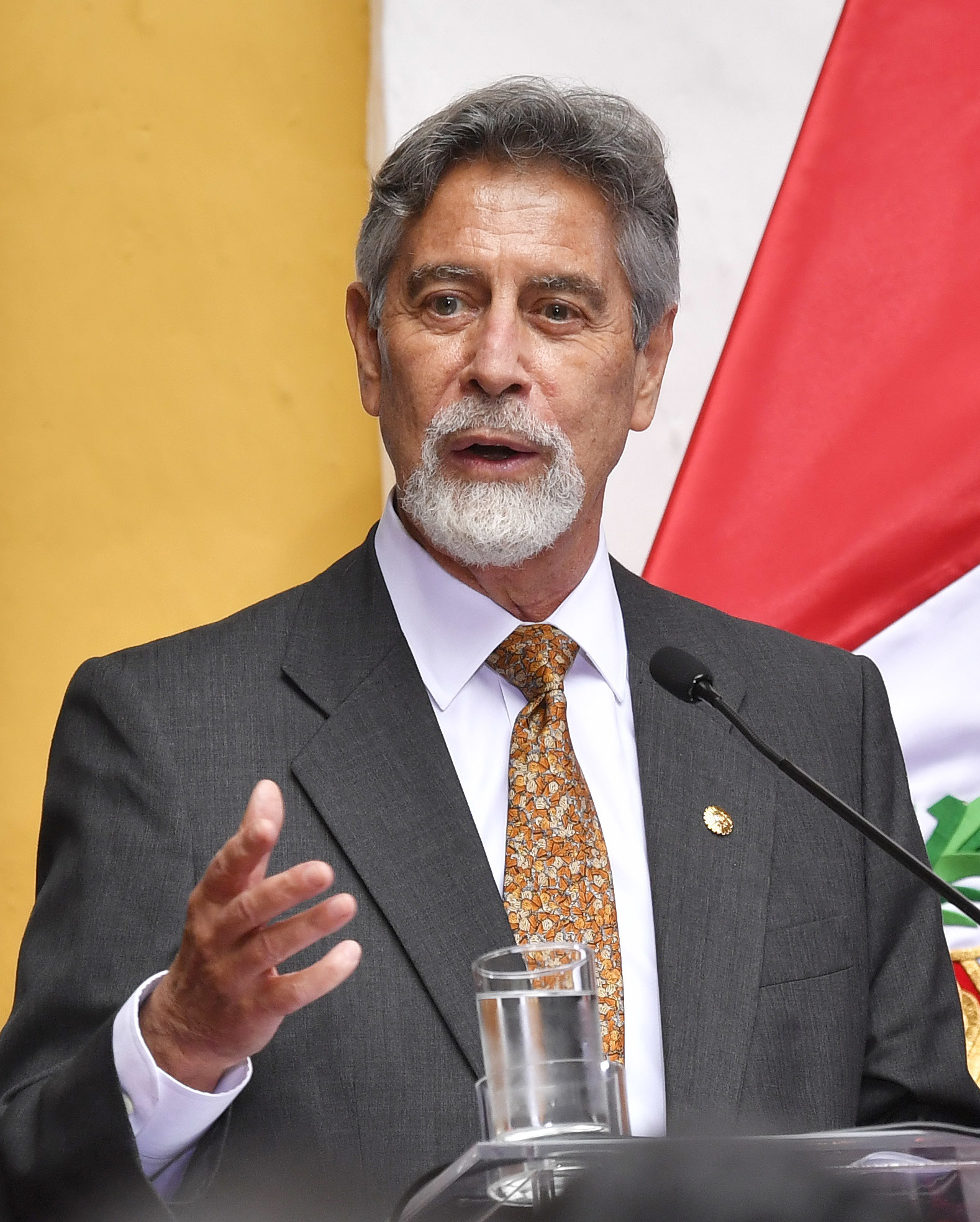
Francisco Sagasti.

Après la démission de Manuel Merino, Francisco Sagasti est élu président du Congrès et devient chef de l’État le 17 novembre 2020.